# Mathias Hasselrot (präst)

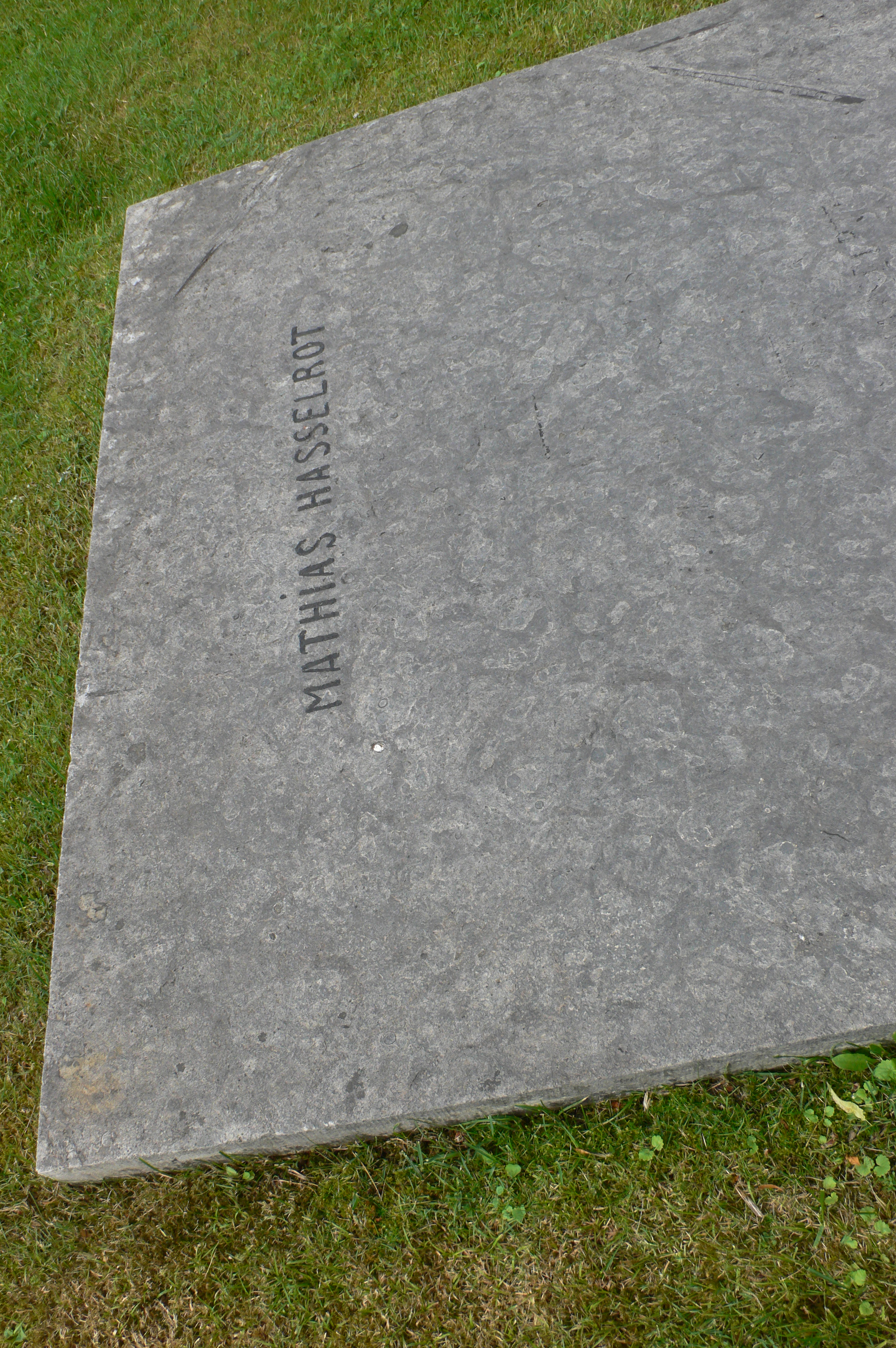
Mattias Hasselrots gravhäll på Särestad-Bjärby kyrkogård.

Mathias Hasselrot, född 29 januari 1769 i Lidköpings församling, Skaraborgs län, död 28 oktober 1839 i Särestads församling, Skaraborgs län, var en svensk präst, översättare och riksdagsman. Han var far till Per och Carl Hasselrot.
Hasselrot blev filosofie magister vid Uppsala universitet 1792, och efter fortsatta studier vid Greifswalds universitet rektor i Lidköping 1797, teologie kandidat vid Uppsala universitet 1806, lektor i Skara 1811, kyrkoherde i Ving 1812, i Särestad 1818, var riksdagsman 1815–1834, erhöll professors titel 1824 samt blev teologie doktor och prost 1830. Hasselrot ivrade för upprättandet av folkskolor på landet och översatte bland annat Marseljäsen.

## Översättningar
- Joachim Heinrich Campe: Theophron eller Den erfarne rådgifwaren för den oförfarna ungdomen (1794)
- Joachim Heinrich Campe: Herr J.H. Campes Faderliga råd til sin dotter: en afhandling, swarande mot Theophron, för den upwäxande qwinliga ungdomen (Väterlicher Rath für meine Tochter: ein Gegenstück zum Theophron: der erwachseneren Jugend gewidmet) (1798)
- Seneca den yngre: Afhandling om vreden af Seneca uti trenne böcker til des vän Novatus (fri öfversättning af Sven Brink, 1802) ["Enl. Cod. Holm. U 37 är Brink förläggare och M. Hasselrot översättare", anm. i Libris]
- Pehr Olof von Asp: Resa i Levanten år 1796 (1805)